# Giancarlo Romitelli
Pour les articles homonymes, voir Romitelli.
Giancarlo Romitelli, né en 1936 à Urbino, est un réalisateur et scénariste italien de cinéma.
Il utilise les pseudonymes de John Hencken et Don Reynolds.

## Biographie
On lui attribue souvent le western On m'appelle King (1971), mais Renato Savino en a revendiqué la paternité.

## Filmographie

### Réalisateur
- 1970 : Chapagua (ou L'oro dei bravados)
- 1975 : Il torcinaso - Quando il sangue diventa bollente

### Réalisateur et scénariste
- 1966 : Karaté à Tanger pour agent Z7 (de) (Rembrandt 7 antwortet nicht...)
- 1967 : On ne meurt qu'une fois (Si muore solo una volta)

### Scénariste
- 1962 : Il trionfo di Robin Hood de Umberto Lenzi